# Aire urbaine de Belley
Pour les articles homonymes, voir Belley (homonymie).
L'aire urbaine de Belley est une aire urbaine française située dans le département de l'Ain et la région Auvergne-Rhône-Alpes.

## Données générales
L'aire urbaine de Belley est composée de quinze communes et compte 16 534 habitants en 2016. Avec ses 6 935 emplois en 2016, elle constitue une moyenne aire urbaine.
Le tableau suivant détaille la répartition de l'aire urbaine sur le département :
| Département | Communes (nb) | Communes (%) | Superficie (km²) | Superficie (%) | Population (2017) | Population (%) |
| ----------- | ------------- | ------------ | ---------------- | -------------- | ----------------- | -------------- |
| Ain         | 15            | 3,82         | 161,2            | 2,80           | 16 564            | 2,57           |

## Composition 2010
Les communes de l'aire urbaine de Belley sont les suivantes :
| Nom                         | Code Insee | Statut           | Superficie (km2) | Population (dernière pop. légale) | Densité (hab./km2) |
| --------------------------- | ---------- | ---------------- | ---------------- | --------------------------------- | ------------------ |
| Andert-et-Condon            | 01009      |                  | 6,94             | 335 (2022)                        | 48                 |
| Arboys en Bugey             | 01015      | commune nouvelle | 22,49            | 688 (2022)                        | 31                 |
| Belley                      | 01034      |                  | 22,42            | 9 270 (2022)                      | 413                |
| Brens                       | 01061      |                  | 6,9              | 1 117 (2022)                      | 162                |
| Chazey-Bons                 | 01098      | commune nouvelle | 15,44            | 1 165 (2022)                      | 75                 |
| Colomieu                    | 01110      |                  | 5,96             | 164 (2022)                        | 28                 |
| Contrevoz                   | 01116      |                  | 14,18            | 489 (2022)                        | 34                 |
| Conzieu                     | 01117      |                  | 7,2              | 148 (2022)                        | 21                 |
| Cressin-Rochefort           | 01133      |                  | 7,93             | 384 (2022)                        | 48                 |
| Cuzieu                      | 01141      |                  | 4,87             | 423 (2022)                        | 87                 |
| Magnieu                     | 01227      | commune nouvelle | 11,37            | 651 (2022)                        | 57                 |
| Pollieu                     | 01302      |                  | 3,71             | 167 (2022)                        | 45                 |
| Prémeyzel                   | 01310      |                  | 7,63             | 245 (2022)                        | 32                 |
| Saint-Germain-les-Paroisses | 01358      |                  | 16,27            | 423 (2022)                        | 26                 |
| Virignin                    | 01454      |                  | 7,88             | 1 122 (2022)                      | 142                |

## Évolution démographique
| 1968   | 1975   | 1982   | 1990   | 1999   | 2006   | 2011   | 2016   | 2017   |
| ------ | ------ | ------ | ------ | ------ | ------ | ------ | ------ | ------ |
| 10 778 | 11 395 | 12 397 | 12 667 | 13 340 | 14 462 | 15 661 | 16 534 | 16 564 |

## Caractéristiques de l'aire urbaine en 1999
D'après la définition des aires urbaines en 1999, l'aire urbaine de Belley était composée de 24 communes, situées autour de Belley, dans l'Ain. Ses 15 163 habitants faisaient d'elle la 307e aire urbaine de France.
Les communes de l'aire urbaine de Belley, selon les caractéristiques de 1999, étaient les suivantes :
| Code INSEE | Commune                     | Type                  | Département | Superficie (km²) | Population (1999) |
| ---------- | --------------------------- | --------------------- | ----------- | ---------------- | ----------------- |
| 01006      | Ambléon                     | Commune monopolarisée | Ain         | +05,88           | +0086,            |
| 01009      | Andert-et-Condon            | Commune monopolarisée | Ain         | +06,94           | +0275,            |
| 01015      | Arbignieu                   | Commune monopolarisée | Ain         | +13,07           | +0431,            |
| 01034      | Belley                      | Pôle urbain           | Ain         | +22,42           | +8 004,           |
| 01061      | Brens                       | Pôle urbain           | Ain         | +06,9            | +0731,            |
| 01098      | Chazey-Bons                 | Commune monopolarisée | Ain         | +10,59           | +0664,            |
| 01110      | Colomieu                    | Commune monopolarisée | Ain         | +05,96           | +0128,            |
| 01116      | Contrevoz                   | Commune monopolarisée | Ain         | +14,18           | +0430,            |
| 01117      | Conzieu                     | Commune monopolarisée | Ain         | +07,2            | +0100,            |
| 01133      | Cressin-Rochefort           | Commune monopolarisée | Ain         | +07,93           | +0308,            |
| 01141      | Cuzieu                      | Commune monopolarisée | Ain         | +04,87           | +0304,            |
| 01208      | Lavours                     | Commune monopolarisée | Ain         | +06,3            | +0117,            |
| 01227      | Magnieu                     | Commune monopolarisée | Ain         | +06,23           | +0291,            |
| 01234      | Marignieu                   | Commune monopolarisée | Ain         | +03,55           | +0156,            |
| 01239      | Massignieu-de-Rives         | Commune monopolarisée | Ain         | +09,52           | +0498,            |
| 01286      | Parves                      | Commune monopolarisée | Ain         | +05,53           | +0320,            |
| 01294      | Peyrieu                     | Commune monopolarisée | Ain         | +14,13           | +0646,            |
| 01302      | Pollieu                     | Commune monopolarisée | Ain         | +03,71           | +0122,            |
| 01310      | Prémeyzel                   | Commune monopolarisée | Ain         | +07,63           | +0242,            |
| 01316      | Pugieu                      | Commune monopolarisée | Ain         | +04,85           | +0126,            |
| 01340      | Saint-Bois                  | Commune monopolarisée | Ain         | +09,22           | +0102,            |
| 01341      | Saint-Champ                 | Commune monopolarisée | Ain         | +05,14           | +0132,            |
| 01358      | Saint-Germain-les-Paroisses | Commune monopolarisée | Ain         | +16,27           | +0307,            |
| 01454      | Virignin                    | Commune monopolarisée | Ain         | +07,88           | +0643,            |